# Saussurembia ruficollis
Saussurembia ruficollis är en insektsart som först beskrevs av Henri Saussure 1896.  Saussurembia ruficollis ingår i släktet Saussurembia och familjen Anisembiidae. Inga underarter finns listade.